# Lars Vilks

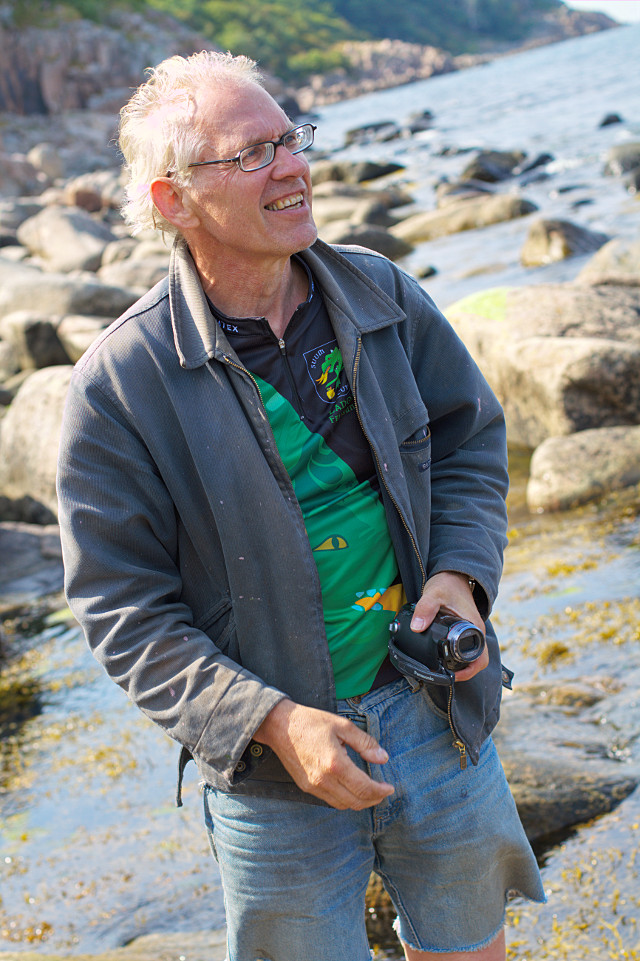
Lars Vilks v roce 2010

Lars Endel Roger Vilks Lanat (* 20. června 1946 Helsingborg – 3. října 2021 Markaryd) byl švédský malíř, sochař, teoretik kultury, aktivista a bojovník za svobodu slova, který proslul svými karikaturami zakladatele islámu Mohameda jako psa, které vyvolaly protesty v islámských zemích (např. v pákistánském Karáčí). Vilksovi bylo již několikrát vyhrožováno smrtí a v roce 2010 se jej dokonce pokusila zabíti žena v americké Pensylvánii, za což byla následně odsouzena k 10 letům vězení. Zemřel 3. října 2021 při autonehodě nedaleko města Markaryd v jižním Švédsku.

## Život
Otec Larse Vilkse byl Lotyš, matka Švédka. V roce 1987 získal doktorát z historii na univerzitě v Lundu, následně pracoval v letech 1988-1997 v Akademii umění v Oslu (Kunsthøgskolen i Oslo). V letech 1997-2003 byl profesorem teorie umění na bergenské Akademii umění a designu (Kunst- og designhøgskolen i Bergen). Od 70. let 20. století rovněž maloval a sochal, v umění je řazen k postmodernismu či konceptuálnímu umění. K nejznámějším dílům patří jeho dřevěné skulptury Nimis a Arx na území mikronároda Ladonie.

### Karikatury proroka Mohameda
Karikaturu Mohameda jako psa chtěl vystavit roku 2007 na výstavě v Tällerudu. Organizátoři ze strachu z reakce muslimské populace výstavu na poslední chvíli zrušili. Vilks nenašel ani jinou výstavní síň, která by se odvážila kresby vystavit. Rozhodl se tedy jednu karikaturu otisknout v regionálním deníku Nerikes Allehanda. Vzápětí se spustila hysterická kampaň švédských muslimů a jejich vlivových struktur, silných ve švédské společnosti, následovaná oficiálními protesty islámských států - Íránu, Afghánistánu, Egypta a Jordánska. Organizace islámské spolupráce vyzvala švédskou vládu k „trestním akcím“ proti Vilksovi. Teroristická muslimská organizace Al-Kajdá vyhlásila odměnu 150 000 dolarů za jeho zavraždění. Od té doby žil pod policejní ochranou.
V roce 2009 byl zmařen vražedný plán tří muslimů s americkým občanstvím. Ve chvíli jejich zatčení bylo pozatýkáno několik muslimů rovněž v Irsku. Ti byli součástí spiknutí a měli v Irsku status uprchlíků. Vilks byl muslimy napaden i během své přednášky na Uppsalské univerzitě v roce 2010. Muslimové si navíc vynutili přerušení promítání filmu o homosexualitě. Den poté se pokusili Vilksův dům zapálit zápalnými láhvemi dva švédští bratři kosovského původu. V témže roce ve Stockholmu zaútočil sebevražedný muslimský atentátník, v poselství pro média vyznával nenávist k evropské kultuře a Vilksovi. V roce 2011 byla ve Stockholmu zatčena skupina tři muslimských zločinců za přípravu Vilksovy vraždy.
V únoru roku 2015 zaútočil mladík dánsko-palestinského původu automatickou puškou na kavárnu Krudttønden v Kodani, kde Vilks představoval některé své práce. Při útoku byl zabit jeden z návštěvníků a tři policisté byli zranění. Později téhož roku obdržel Lars Vilks Cenu Sapfó od dánské společnosti Free Press Society; cena byla předána v budově dánského parlamentu za přísných bezpečnostních opatření. V roce 2016 byla v jižní části Švédska zapálena jeho dřevěná instalace z roku 1980.

## Galerie

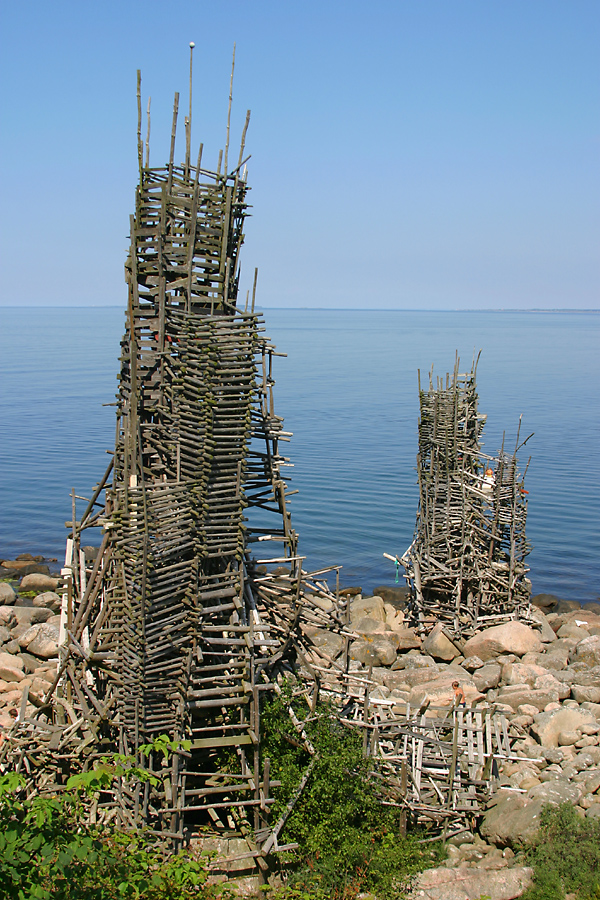
Nimis, konstrukce z naplaveného dřeva
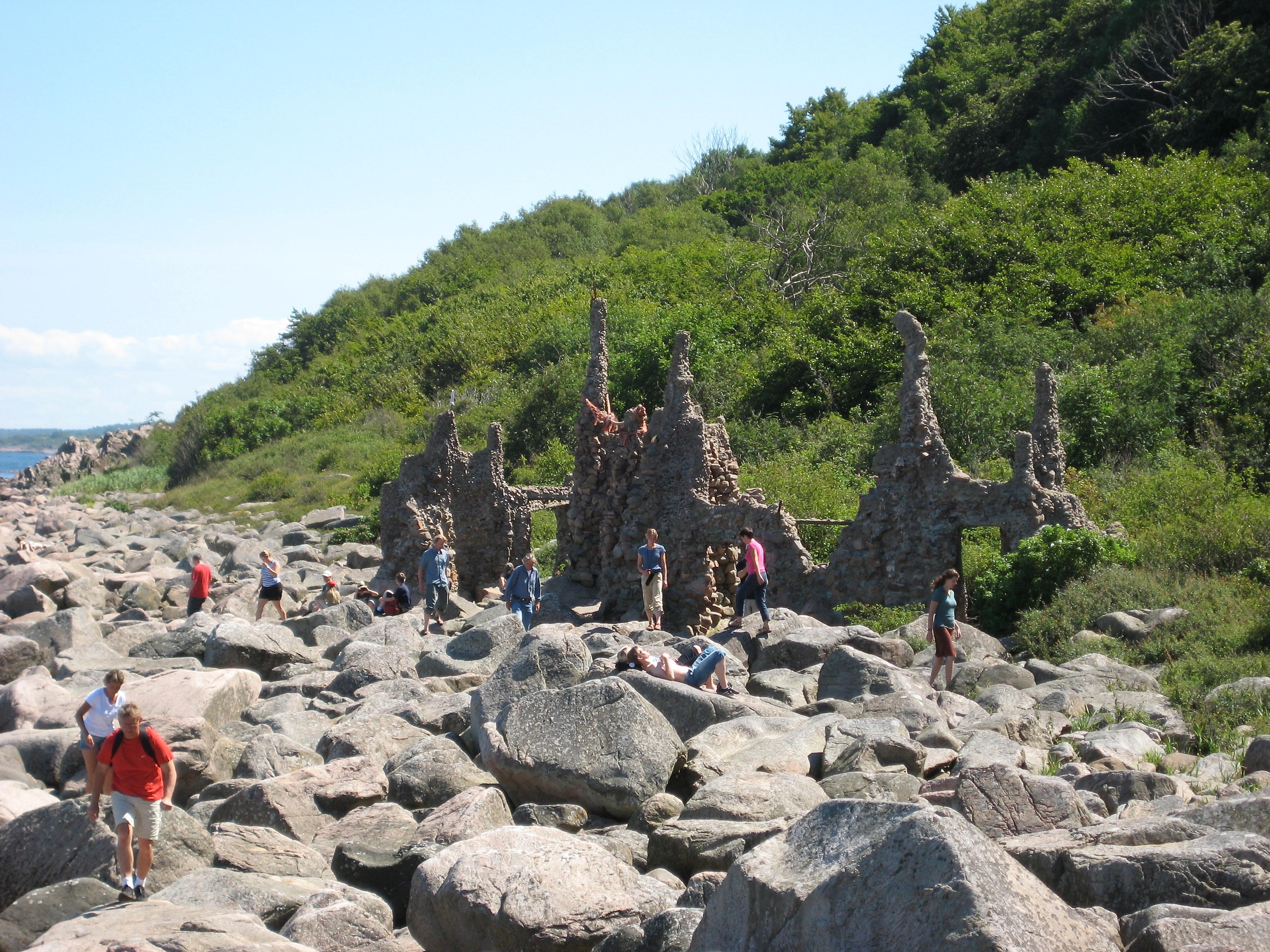
Arx, pevnost kamene a betonu
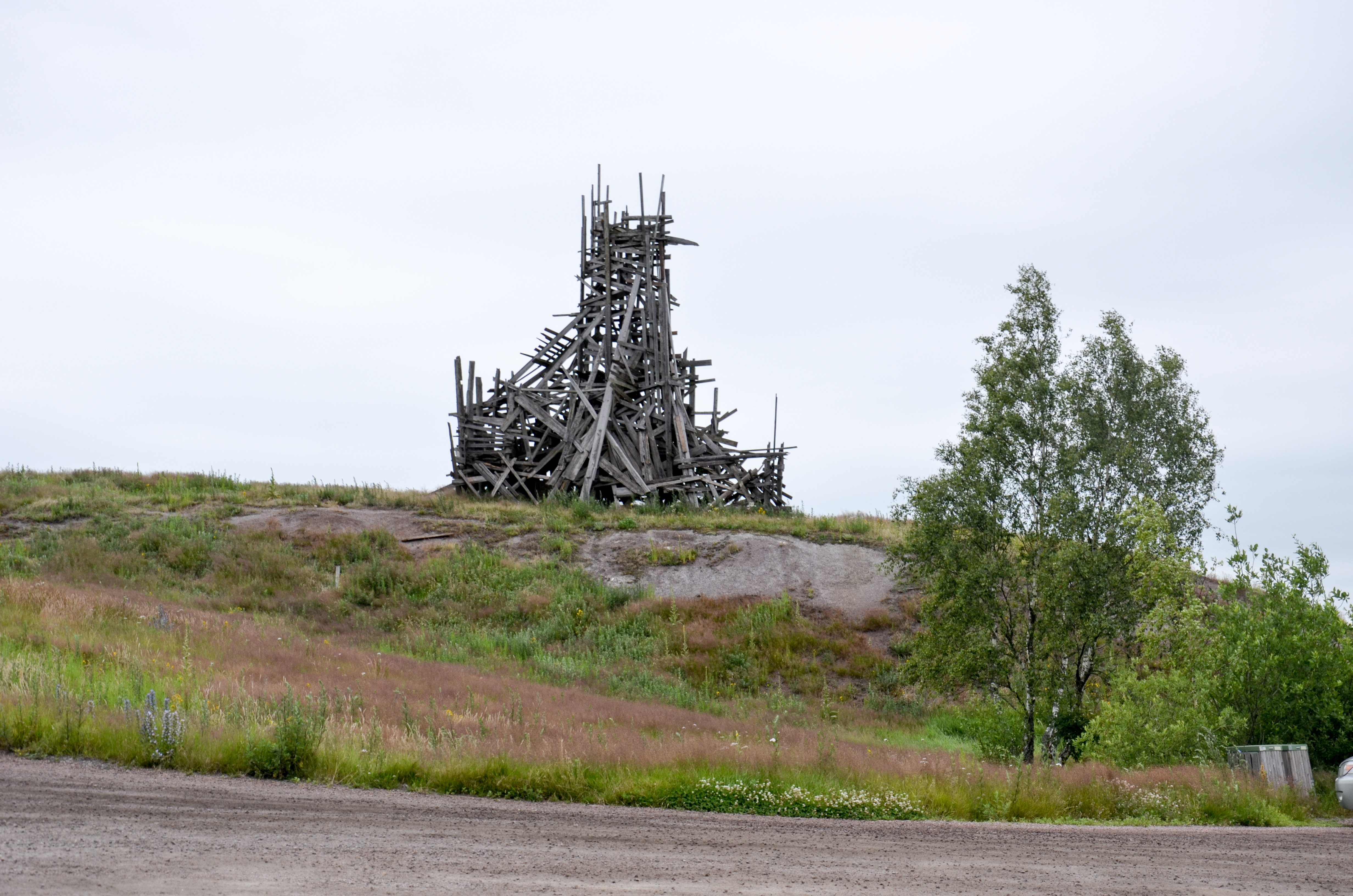
Waaaall